# Cantón de Montceau-les-Mines-Sur
El cantón de Montceau-les-Mines-Sur era una división administrativa francesa, que estaba situada en el departamento de Saona y Loira y la región de Borgoña.

## Composición
El cantón estaba formado por una comuna, más una fracción de la comuna que le daba su nombre:
- Montceau-les-Mines (fracción)
- Saint-Vallier

## Supresión del cantón de Montceau-les-Mines-Sur
En aplicación del Decreto nº 2014-182 de 18 de febrero de 2014, el cantón de Montceau-les-Mines-Sur fue suprimido el 22 de marzo de 2015 y sus 2 comunas pasaron a formar parte; una del nuevo cantón de Saint-Vallier y la fracción de la comuna que le daba su nombre pasó a formar parte del nuevo cantón de Montceau-les-Mines.